# Доходный дом Яблокова
Эта статья — о зданиях в Ростове-на-Дону на перекрёстке улицы Большой Садовой и проспекта Будённовского. В Ростове-на-Дону есть также доходный дом Г. А. Яблокова (пер. Семашко, 44), тоже памятник архитектуры.
Доходный дом К. И. Яблокова — здание в Ростове-на-Дону, расположенное на улице Большая Садовая, 42. Памятник архитектуры регионального значения.

## История

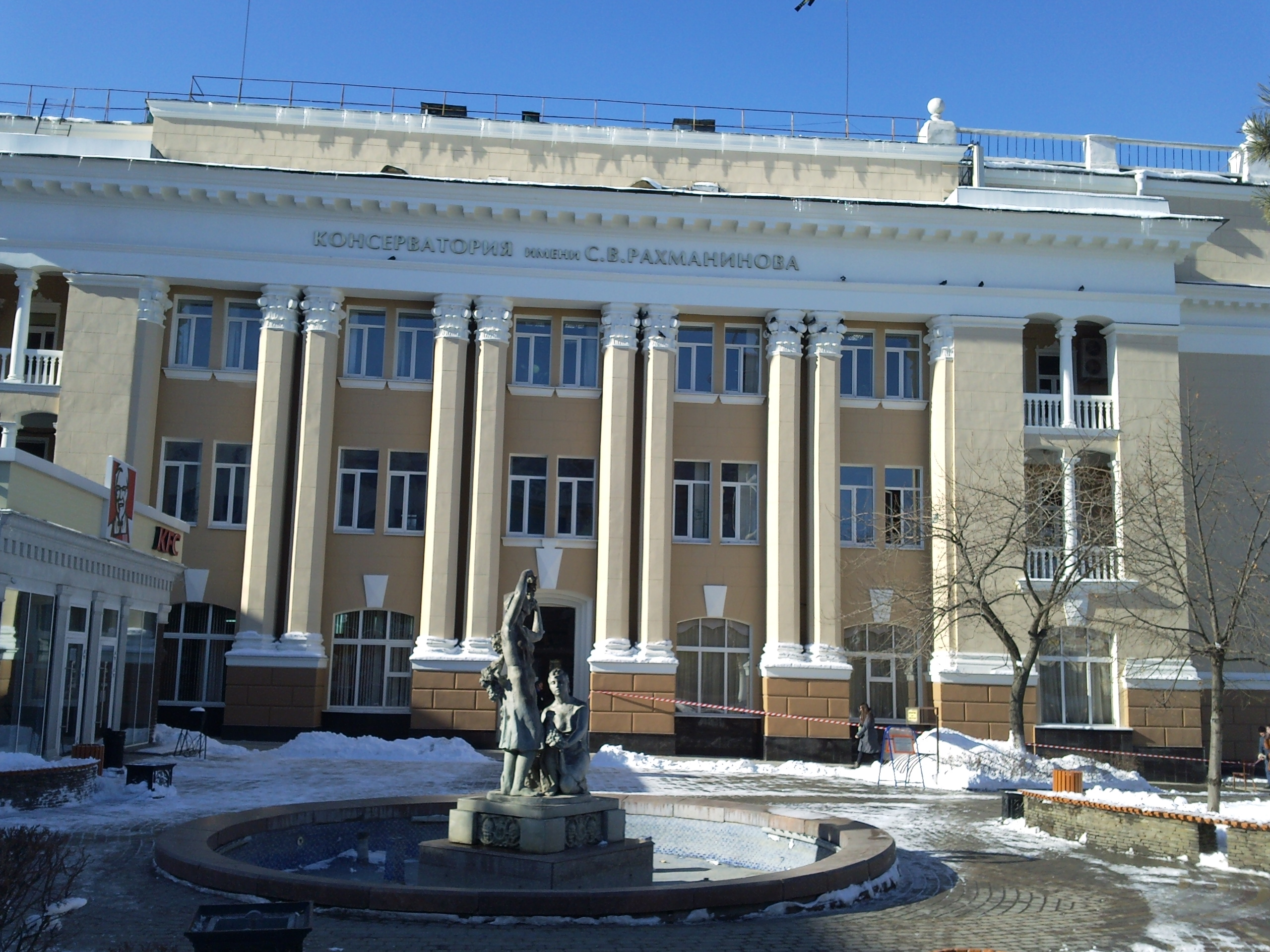
Пристройка к доходному дому Яблокова, 1952. Здание консерватории.

Здание в Ростове-на-Дону по улице Большой Садовой было построено в 1901 году на средства ростовского купца  К. Яблокова. Здание строилось как доходный дом по проекту художника-архитектора Николая Никитича Дурбаха (Дурбахян Никогос Мкртичевич). После постройки здания его первый этаж был отдан под торговые фирмы и магазины, квартиры на верхних этажах сдавались в аренду. 
До революции 1917 года здание представляло собой трёхэтажный торговый дом  с оптовым складом бумаги, писчебумажным магазином К. Ниандера, мануфактурной торговлей П. Любомыслова, галантерейным магазином «Прогресс», торговым домом Апачина и Орлова. В 1901-1913 годах здание занимала гостиница «Европа». Владельцем гостиницы был Петр Викторович Шелеметьев. После революции в этом доме работало кафе-кондитерская «Лор», находился синдикат «Ленинград-текстиль», на нижних этажах был винный склад. 
После проведения национализации здания в 1920-е годы в нём сделали коммунальное жильё, на первом этаже по-прежнему работали магазины. В здании была пивная «Дон-Бавария», винодельня «Донселькредитсоюза», Дом Советов № 2 Донского исполкома, общежитие Донисполкома, Северо-Кавказское АО «Шерсть». 
С 1936 года в здании располагалось Физкультурное общество «Динамо» при НКВД, спортивный зал, прививочный здравотдел Ленинского района города Ростова-на-Дону. С 1937 года в здании работала мастерская № 10 артели кожгалантереи «Росткож-обувьпромсоюза», с 1938 года — хозяйственный магазин «Ростпромторга», комитет Красного Креста. 
Во время немецкой оккупации города от этого здания фашисты отправили на казнь тысячи ростовчан-евреев. В память об этом на доме установлена мемориальная доска. 
После Великой Отечественной войны здание перестраивалось, в 1952 году к нему пристроили корпус с колоннами — корпус будущей Ростовской государственной консерватория имени С. В. Рахманинова (архитектор X. X. Чалхушьян.). Пристроенный корпус выходит фасадом на Будённовский проспект. 
В 1967 году здание было отдано Ростовскому музыкально-педагогическому институту. В 1967 году оба корпуса здания передали Ростовскому государственному музыкально-педагогическому институту, при этом выселение жильцов производилось до 1971 года.  В 1968-1971 годах в двух корпусах здания проводилась реконструкция по проекту института «Ростовгражданпроект»: были построены проходы на этажах, реконструированы перекрытия, заложен ряд проёмов, был надстроен четвёртый аттиковый; произведена перепланировка помещений. Ныне здания входят в архитектурный комплекс перекрёстка улицы Большая Садовая и Буденновского проспекта, который сложился в начале 1950-х годов. Дом Яблокова является памятником архитектуры XX века.

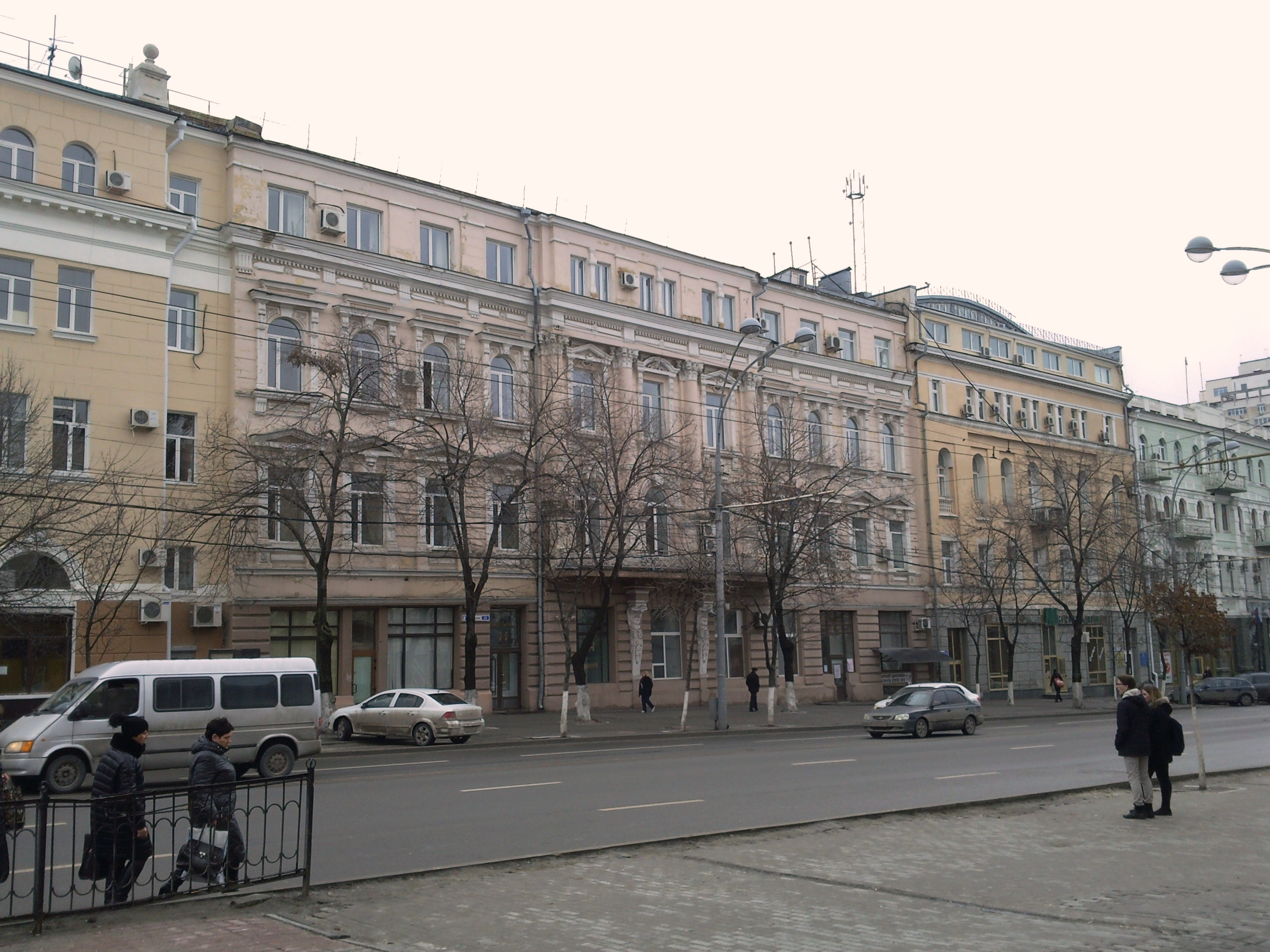
Доходный дом Яблокова на ул. Большая Садовая, 42
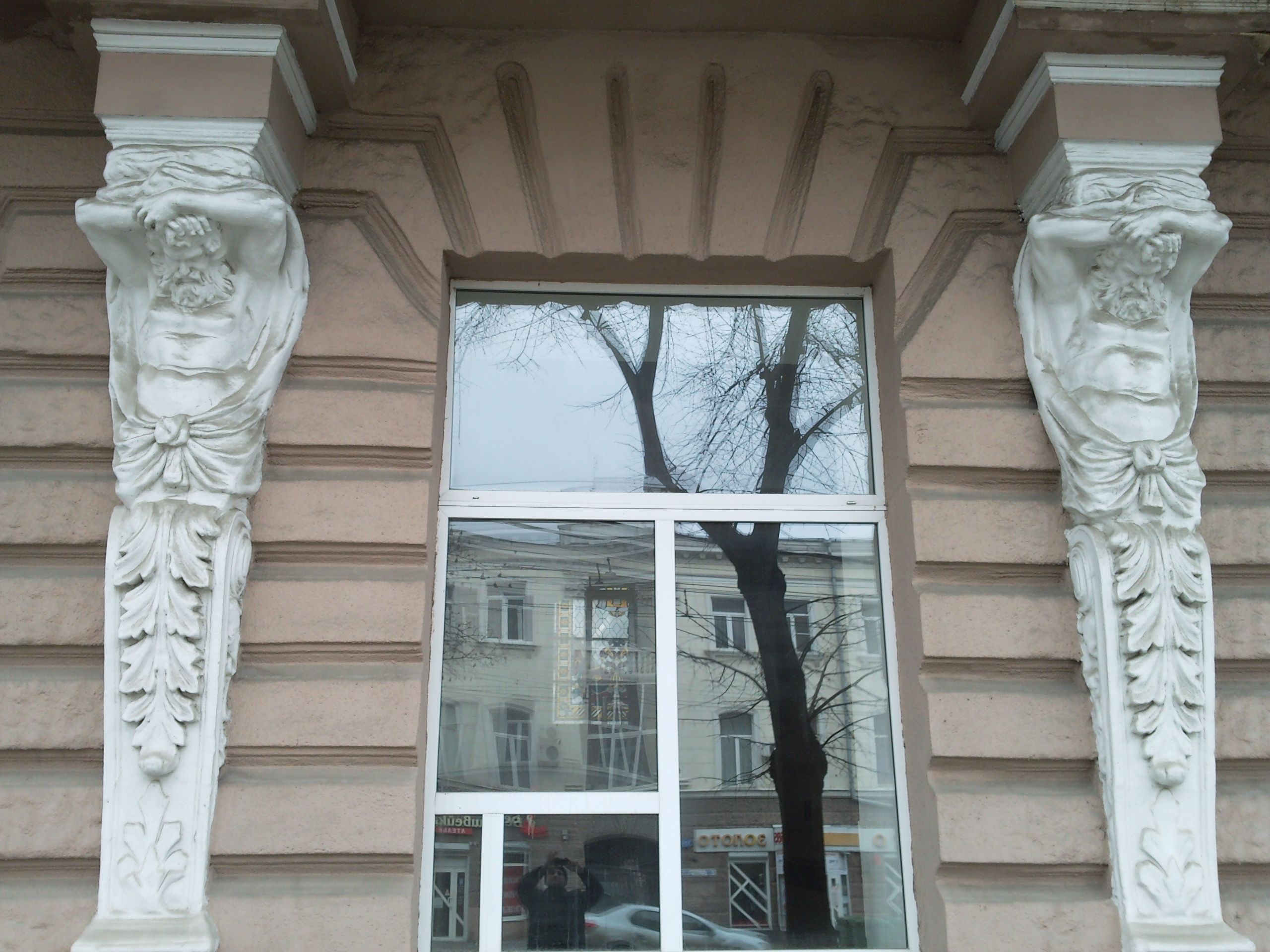
Оформление бывшего парадного входа
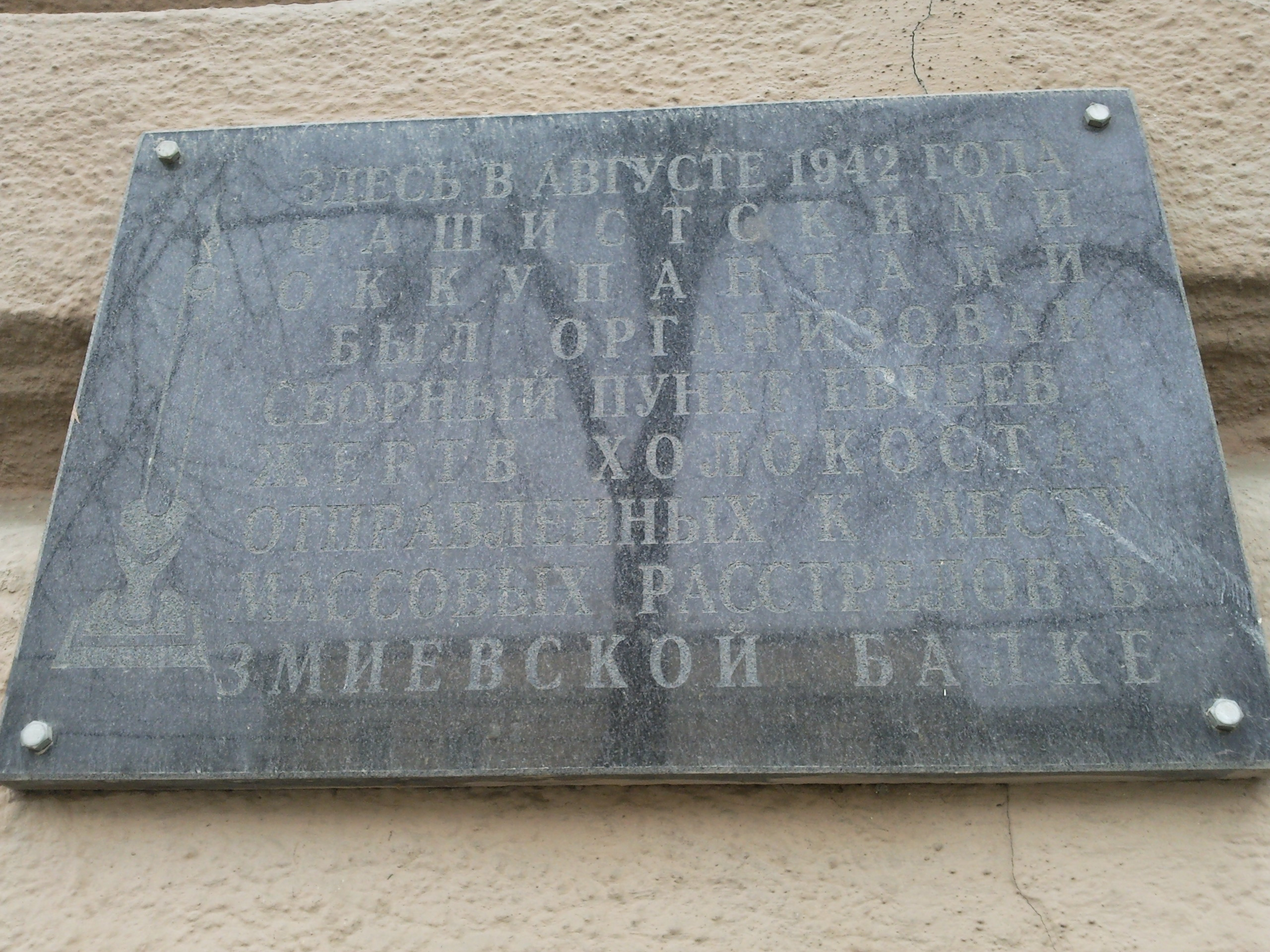
Мемориальная доска на доме Яблокова

## Архитектура
Дом Яблокова построен в архитектурном стиле эклектика. В оформлении здания использованы приёмы и декор, свойственные стилям  барокко и классицизма. В фасаде здания выделена центральная раскреповка с балконом на втором этаже и большим пилястровым портиком ионического ордера. На первом этаже первоначально находился парадный вход в здание с  фигурами атлантов, поддерживающих балкон.
Архитектурный облик этого кирпичного здания формируют обрамления оконных проёмов, замковые камни, лепной декор фасада. Здание имеет сложную конфигурацию с подвалом, скатной крышей. 
Фасад здания насыщен барочным лепным орнаментом, замки архивольт украшены гирляндами и женскими головками в раковинах со вставками растительного орнамента с посохами Гермеса. Над окнами третьего этажа видны картуши с гирляндами, между декоративными подоконниками сделаны вставки цветочного орнамента. Здание декорировано фризовыми зубчиками (сухарики, сандрики), триглифами, вставками со скульптурными украшениями  маскаронам в метопах. 
С XIX века в вестибюле первого этажа здания  сохранился арочный проём прохода на парадную лестницу. С внутренней стороны здания свод бывшего парадного входа по-прежнему украшается филёнками со вставками мелкого растительного орнамента. Трёхъярусный фриз вестибюля украшен листьями, раковинами, рядами бус. 
К настоящему времени при устройстве магазинов на первом этаже здания  оконные проёмы были растёсаны в дверные, вместо входов под центральным балконом сделаны окна, надстроен четвёртый этаж.